# Palmeiras Atlético Clube
Palmeiras Atlético Clube foi uma agremiação esportiva da cidade do Rio de Janeiro, fundada a 23 de março de 1911.
Sua sede estava localizada no Bairro de São Cristóvão, na Zona Norte da cidade.
Suas cores eram azul celeste e preto, e era chamado de "cerúleo-negro do Bairro Imperial".

## Títulos

### Estaduais
- Campeonato Carioca da Segunda Divisão: 1919;
- Campeonato Carioca da Terceira Divisão: 1915;
- Torneio Início: 1921;
- Tricampeão Carioca de 2°s quadros da Segunda Divisão: 1917, 1918 e 1919;
- Campeão Carioca de 2°s quadros da Terceira Divisão: 1915;

## Histórico em competições oficiais
| Ano  | Posição |
| ---- | ------- |
| 1920 | 9º      |
| 1924 | 22º     |

## Símbolos

### Uniforme
Sua camisa era azul celeste com finas listras verticais negras e calções pretos.

## Fonte
- VIANA, Eduardo. Implantação do futebol Profissional no Estado do Rio de Janeiro. Rio de Janeiro: Editora Cátedra, s/d.